# Chauffage à air pulsé

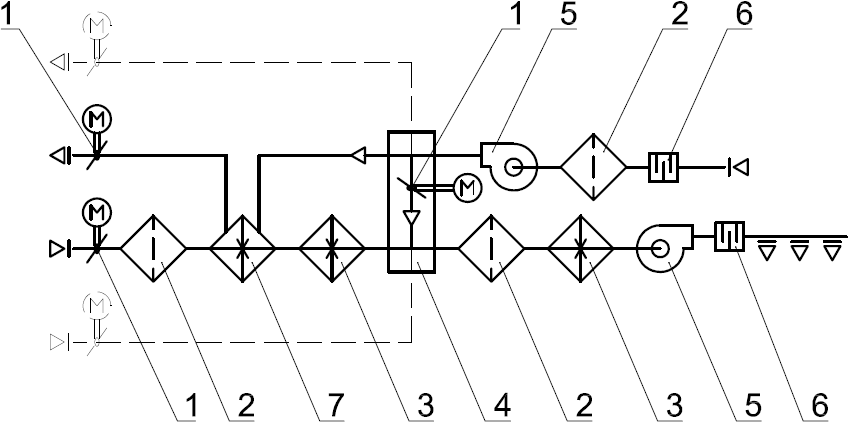

Le chauffage à air pulsé ou chauffage par air chaud est un système de chauffage pour bâtiment, caravanes, bateaux et, véhicules terrestres, dans lequel l’air chaud est distribué au moyen de conduits alimentant les différentes pièces, ou directement dans l'ambiance (chauffage décentralisé).

## Chauffage domestique
Pour une installation domestique, par rapport à d'autres systèmes de chauffage, les avantages sont :
- Coût d'installation assez bas.
- Facilité d'assainissement de l'air, l'air entrant passe à travers un système de filtrage dépendant de la qualité d'air recherchée.
- Flexibilité, possibilité d'ajouter un radiateur de rafraîchissement de l'air pompe à chaleur.
- L'air chaud est diffusé uniformément dans les différentes pièces, cette diffusion peut être facilement commandée en fonction des besoins.
- Possibilité de contrôler le taux d'hygrométrie des pièces.
- Les circuits de calo porteurs liquides utilisent un mélange d'eau et de glycol pour éviter le gel.
- Le système est souvent couplé avec une pompe à chaleur.
- Le confort de ce type de système est très dépendant du niveau de sophistication du système de contrôle.

## Chauffage des surfaces de vente
Le chauffage dans les surfaces ventes est très majoritairement réalisé par air pulsé. Les contraintes dans ce type de bâtiment sont :
- ouverture des portes
- présence de postes de travail statiques (caisses)
- sensibilité aux flux d'air horizontaux (PLV, alarmes)
- présence fréquente de locaux sociaux et de bureaux en R+1
- présences de zones froides pour les surfaces de vente alimentaires

Dans les surfaces de vente alimentaires la présence de meubles froids (produits frais, surgelés) nécessite une puissance de chauffage complémentaire importante. Pour la même raison, la température en hauteur est souvent beaucoup plus importante qu'au sol. Ce phénomène, appelé stratification, engendre des surconsommations importantes s'il n'est pas traité par des déstratificateurs ou par des appareils à modulation continue.

## Chauffage en industrie et dans les entrepôts de stockage
Dans certaines usines et entrepôts, l'installation de plusieurs aérothermes peut être considérée comme des systèmes à air pulsé. Les applications dans l'industrie impliquent généralement les contraintes suivantes :
- hauteur libre à l'intérieur du bâtiment importante
- renouvellement d'air potentiellement fort, lié aux extractions d'air (process) et aux ouvertures de portes
- bâtiment peu isolé en dehors des locaux neufs

De ce fait, les solutions décentralisées à air pulsé de type aérotherme ou en rayonnement de type tube radiant, sont les plus utilisées.

## Chauffage pour garages
Dans les garages quand le climat l'exige, un système à air chaud avec une prise d'air de combustion extérieure peut être une bonne solution.
Cependant, les contraintes d'utilisation, notamment l'ouverture fréquente des portes, voire l'ouverture permanente, font généralement préférer les systèmes par rayonnement de type tube radiant gaz.

## Édifices complexes
Ces systèmes doivent être conçus par des ingénieurs et installés par des techniciens expérimentés.
Dans les édifices de grande hauteur, hôtels, bureaux, hôpitaux, dont les fenêtres ne sont généralement pas ouvrantes, des systèmes de ventilation combinés de chauffage / climatisation sont requis avec filtration de l'apport d'air frais. De nombreux contrôles automatiques et manuels ponctuels avec des instruments de mesure indépendants sont requis pour la sécurité de ces systèmes.
Les systèmes de ventilation, climatisation des salles d'opération sont obligatoirement des systèmes complets séparés des autres systèmes de chauffage et ventilation du reste du bâtiment. Ils nécessitent des filtres plus performants et un système de régulation (température, pression, hygrométrie, qualité de l'air) très poussé.
Les salles blanches des laboratoires de test et recherche ainsi que celles des fondeurs de puces électroniques demandent des systèmes de ventilation - climatisation de très haute technicité qui relèvent d'une ingénierie particulière.

## Avantages et inconvénients pour l'usage domestique
- Le rendement d'un tel système peut être inférieur à d'autres, entraînant donc une surconsommation énergétique s'il n'est pas correctement conçu.
- Le système de canalisation à mettre en œuvre est spécifique et, surtout, demande un entretien régulier.
- En revanche, ce système présente une très faible inertie thermique (peu de masse à monter en température), ce qui en fait une bonne solution pour les bâtiments dont l'usage n'est pas continu.